# Les Bréseux
Les Bréseux är en kommun i departementet Doubs i regionen Bourgogne-Franche-Comté i östra Frankrike. Kommunen ligger i kantonen Maîche som tillhör arrondissementet Montbéliard. År 2022 hade Les Bréseux 487 invånare.

## Befolkningsutveckling
Antalet invånare i kommunen Les Bréseux
Referens:INSEE